# Acronicta terrigena
Acronicta terrigena là một loài bướm đêm trong họ Noctuidae.